# Даніель Александров
Даніель Тихомиров Александров (болг. Даниел Тихомиров Александров; нар. 13 вересня 1991, Дупниця, Кюстендильська область) — болгарський борець греко-римського стилю, срібний та дворазовий бронзовий призер чемпіонатів Європи, бронзовий призер Європейських ігор, срібний призер чемпіонату світу серед студентів, учасник Олімпійських ігор.

## Життєпис
Боротьбою почав займатися з 1991 року.
Виступає за борцівський клуб «Мінор» Перник. Тренер — Чимічкі Денисов, Армен Назарян.

## Спортивні результати на міжнародних змаганнях

### Виступи на Олімпіадах
| Змагання                    | Збірна   | Вагова категорія                 | Місце |
| --------------------------- | -------- | -------------------------------- | ----- |
| Літні Олімпійські ігри 2016 | Болгарія | греко-римська боротьба, до 75 кг | 11    |

### Виступи на Чемпіонатах світу
| Змагання                        | Збірна   | Вагова категорія                 | Місце |
| ------------------------------- | -------- | -------------------------------- | ----- |
| Чемпіонат світу з боротьби 2014 | Болгарія | греко-римська боротьба, до 80 кг | 20    |
| Чемпіонат світу з боротьби 2015 | Болгарія | греко-римська боротьба, до 80 кг | 18    |
| Чемпіонат світу з боротьби 2017 | Болгарія | греко-римська боротьба, до 80 кг | 5     |
| Чемпіонат світу з боротьби 2018 | Болгарія | греко-римська боротьба, до 82 кг | 17    |
| Чемпіонат світу з боротьби 2019 | Болгарія | греко-римська боротьба, до 77 кг | 21    |

### Виступи на Чемпіонатах Європи
| Змагання                         | Збірна   | Вагова категорія                 | Місце  |
| -------------------------------- | -------- | -------------------------------- | ------ |
| Чемпіонат Європи з боротьби 2014 | Болгарія | греко-римська боротьба, до 80 кг | 11     |
| Чемпіонат Європи з боротьби 2016 | Болгарія | греко-римська боротьба, до 80 кг | Бронза |
| Чемпіонат Європи з боротьби 2017 | Болгарія | греко-римська боротьба, до 80 кг | 5      |
| Чемпіонат Європи з боротьби 2018 | Болгарія | греко-римська боротьба, до 82 кг | Бронза |
| Чемпіонат Європи з боротьби 2019 | Болгарія | греко-римська боротьба, до 77 кг | 5      |
| Чемпіонат Європи з боротьби 2020 | Болгарія | греко-римська боротьба, до 82 кг | Срібло |

### Виступи на Європейських іграх
| Змагання              | Збірна   | Вагова категорія                 | Місце  |
| --------------------- | -------- | -------------------------------- | ------ |
| Європейські ігри 2015 | Болгарія | греко-римська боротьба, до 80 кг | Бронза |
| Європейські ігри 2019 | Болгарія | греко-римська боротьба, до 77 кг | 9      |

### Виступи на Кубках світу
| Змагання                    | Збірна   | Вагова категорія                 | Місце |
| --------------------------- | -------- | -------------------------------- | ----- |
| Кубок світу з боротьби 2013 | Болгарія | греко-римська боротьба, до 74 кг | 4     |

### Виступи на Чемпіонатах світу серед студентів
| Змагання                                        | Збірна   | Вагова категорія                 | Місце  |
| ----------------------------------------------- | -------- | -------------------------------- | ------ |
| Чемпіонат світу з боротьби серед студентів 2012 | Болгарія | греко-римська боротьба, до 74 кг | 5      |
| Чемпіонат світу з боротьби серед студентів 2014 | Болгарія | греко-римська боротьба, до 80 кг | Срібло |

### Виступи на інших змаганнях
| Змагання                                                      | Збірна   | Вагова категорія                 | Місце  |
| ------------------------------------------------------------- | -------- | -------------------------------- | ------ |
| Trophee Milone 2011                                           | Болгарія | греко-римська боротьба, до 74 кг | 5      |
| Турнір Дана Колова — Николи Петрова 2012                      | Болгарія | греко-римська боротьба, до 74 кг | 16     |
| Турнір Вехбі Емре 2014                                        | Болгарія | греко-римська боротьба, до 80 кг | 7      |
| Турнір Дана Колова — Николи Петрова 2014                      | Болгарія | греко-римська боротьба, до 80 кг | 7      |
| Меморіал Кристьяна Палусалу 2014                              | Болгарія | греко-римська боротьба, до 80 кг | Бронза |
| Вогні Москви 2014                                             | Болгарія | греко-римська боротьба, до 80 кг | 6      |
| Турнір Вехбі Емре і Гаміта Каплана 2015                       | Болгарія | греко-римська боротьба, до 80 кг | Срібло |
| Турнір Дана Колова — Николи Петрова 2015                      | Болгарія | греко-римська боротьба, до 80 кг | Золото |
| Кубок Владислава Пітласинські 2015                            | Болгарія | греко-римська боротьба, до 80 кг | 12     |
| Золотий Гран-прі з боротьби 2015                              | Болгарія | греко-римська боротьба, до 80 кг | 10     |
| Турнір Дана Колова — Николи Петрова 2016                      | Болгарія | греко-римська боротьба, до 75 кг | Бронза |
| Олімпійський кваліфікаційний турнір з боротьби 2016 (Стамбул) | Болгарія | греко-римська боротьба, до 75 кг | Срібло |
| Кубок Владислава Пітласинські 2016                            | Болгарія | греко-римська боротьба, до 80 кг | 18     |
| Турнір Вехбі Емре і Гаміта Каплана 2017                       | Болгарія | греко-римська боротьба, до 80 кг | 9      |
| Турнір Дана Колова — Николи Петрова 2017                      | Болгарія | греко-римська боротьба, до 80 кг | Золото |
| Меморіал Іона Корнеану і Ладислава Сімона 2017                | Болгарія | греко-римська боротьба, до 80 кг | Золото |
| Кубок Тахті 2018                                              | Болгарія | греко-римська боротьба, до 82 кг | Срібло |
| Турнір Дана Колова — Николи Петрова 2018                      | Болгарія | греко-римська боротьба, до 82 кг | 18     |
| Турнір Вехбі Емре і Гаміта Каплана 2018                       | Болгарія | греко-римська боротьба, до 82 кг | 5      |
| Кубок Владислава Пітласинські 2018                            | Болгарія | греко-римська боротьба, до 82 кг | Бронза |
| Гран-прі Загреба з боротьби 2019                              | Болгарія | греко-римська боротьба, до 82 кг | Золото |
| Турнір Дана Колова — Николи Петрова 2019                      | Болгарія | греко-римська боротьба, до 77 кг | Золото |
| Меморіал Іона Корнеану і Ладислава Сімона 2019                | Болгарія | греко-римська боротьба, до 82 кг | Золото |

### Виступи на змаганнях молодших вікових груп
| Змагання                                       | Збірна   | Вагова категорія                 | Місце |
| ---------------------------------------------- | -------- | -------------------------------- | ----- |
| Чемпіонат Європи з боротьби серед юніорів 2011 | Болгарія | греко-римська боротьба, до 74 кг | 14    |
| Чемпіонат світу з боротьби серед юніорів 2011  | Болгарія | греко-римська боротьба, до 74 кг | 32    |